# Chordeiles minor
Chordeiles minor là một loài chim trong họ Caprimulgidae.
Loài chim này có thể được tìm thấy trong rừng, sa mạc, thảo nguyên, bãi biển và sa mạc chà, thành phố, và thảo nguyên, ở độ cao của mực nước biển hoặc dưới 3.000 m (9.800 ft). Thân dài 22–25 cm, sải cánh dài 51–61 cm, cân nặng 55-98 g, và có một tuổi thọ 4-5 năm.

## Hình ảnh

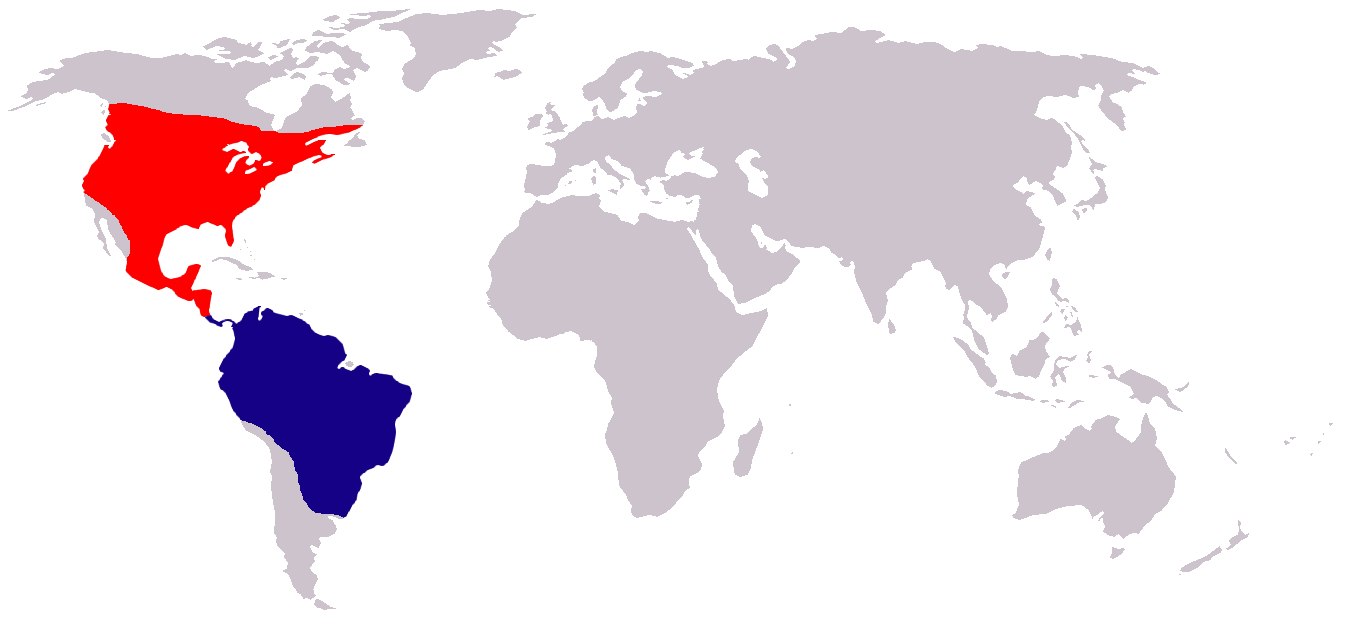
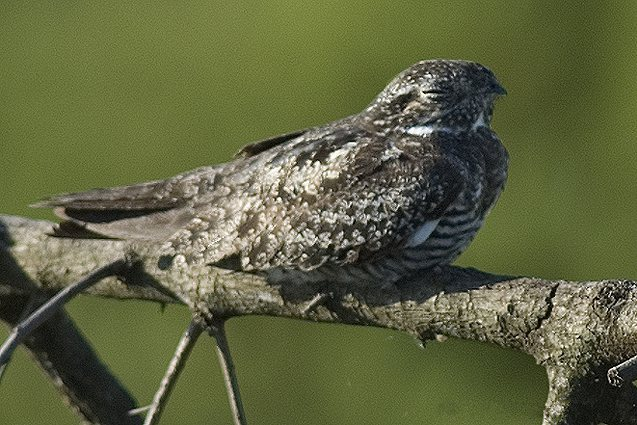
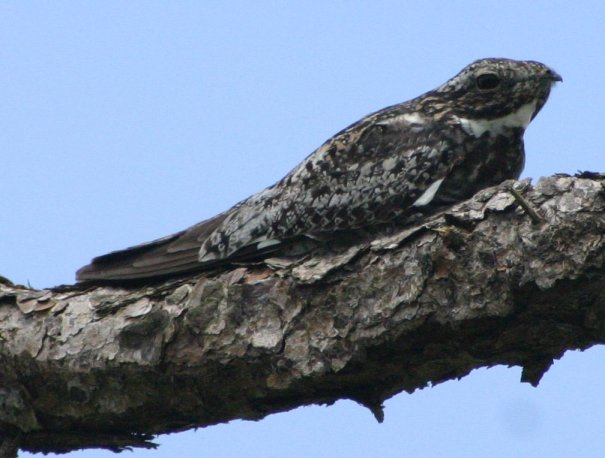
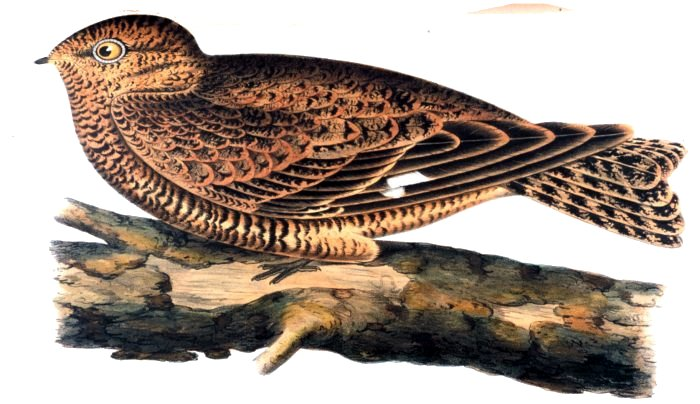
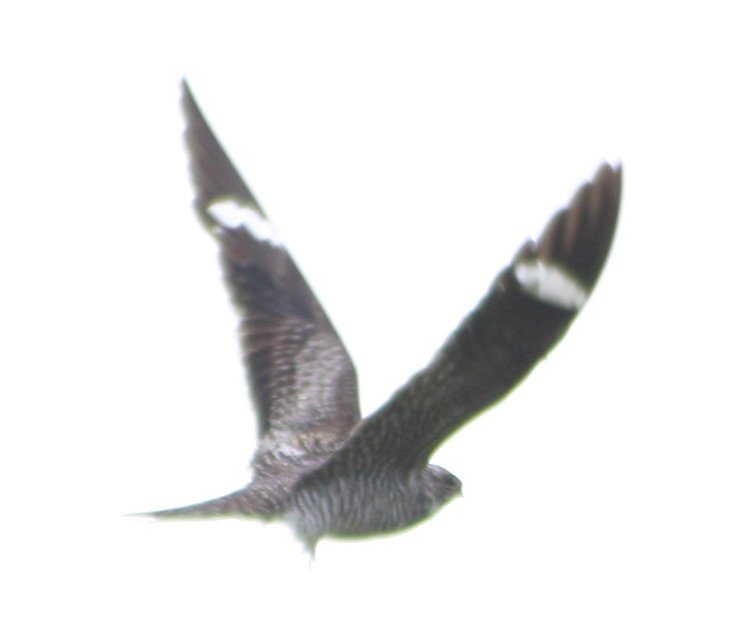
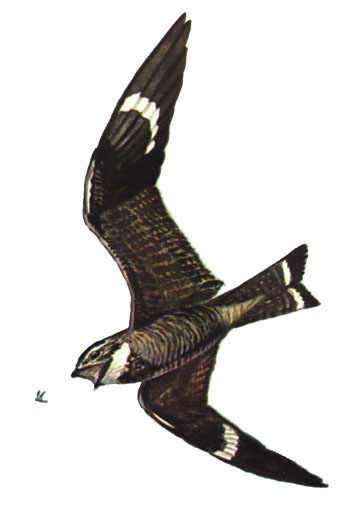